# هونج شن
هونج شن (بالصينية: 洪深) هو كاتب مسرحي وسياسي صيني وتايواني، ولد في 31 ديسمبر 1894 في الصين، وتوفي في 29 أغسطس 1955 ببكين في الصين بسبب سرطان الرئة. انتخب عضو مجلس الشعب الصيني ‏ خلال فترته النيابية وانتخب عضو في اللجنة الوطنية لجمهورية الصين الشعبية خلال فترته النيابية ‏.

## روابط خارجية
- هونج شن على موقع IMDb (الإنجليزية)
- هونج شن على موقع الموسوعة البريطانية (الإنجليزية)
- هونج شن على موقع قاعدة بيانات الفيلم (الإنجليزية)